# Biserica de lemn din Curteana

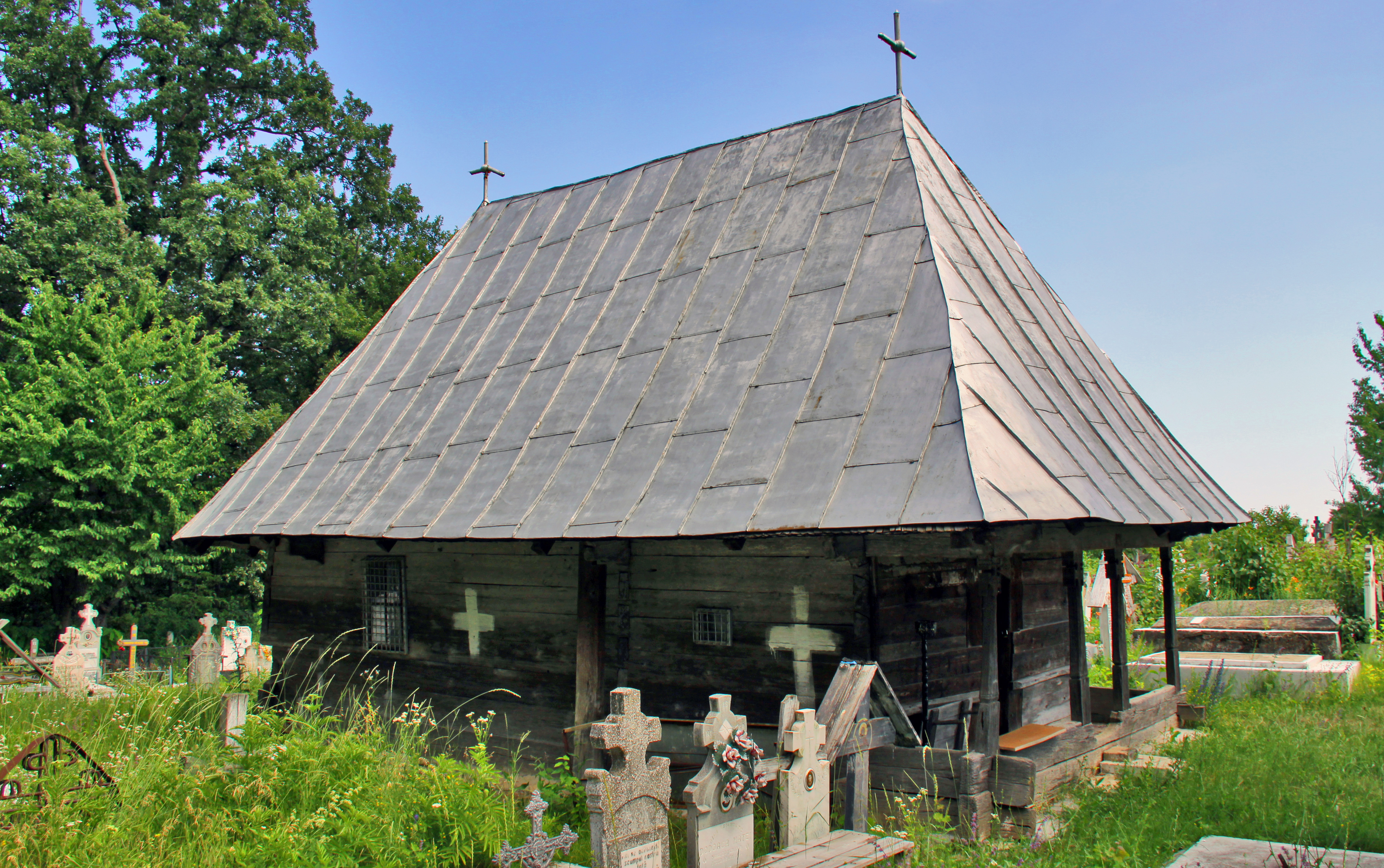
Biserica de lemn din Curteana, Gorj, foto: 2009.

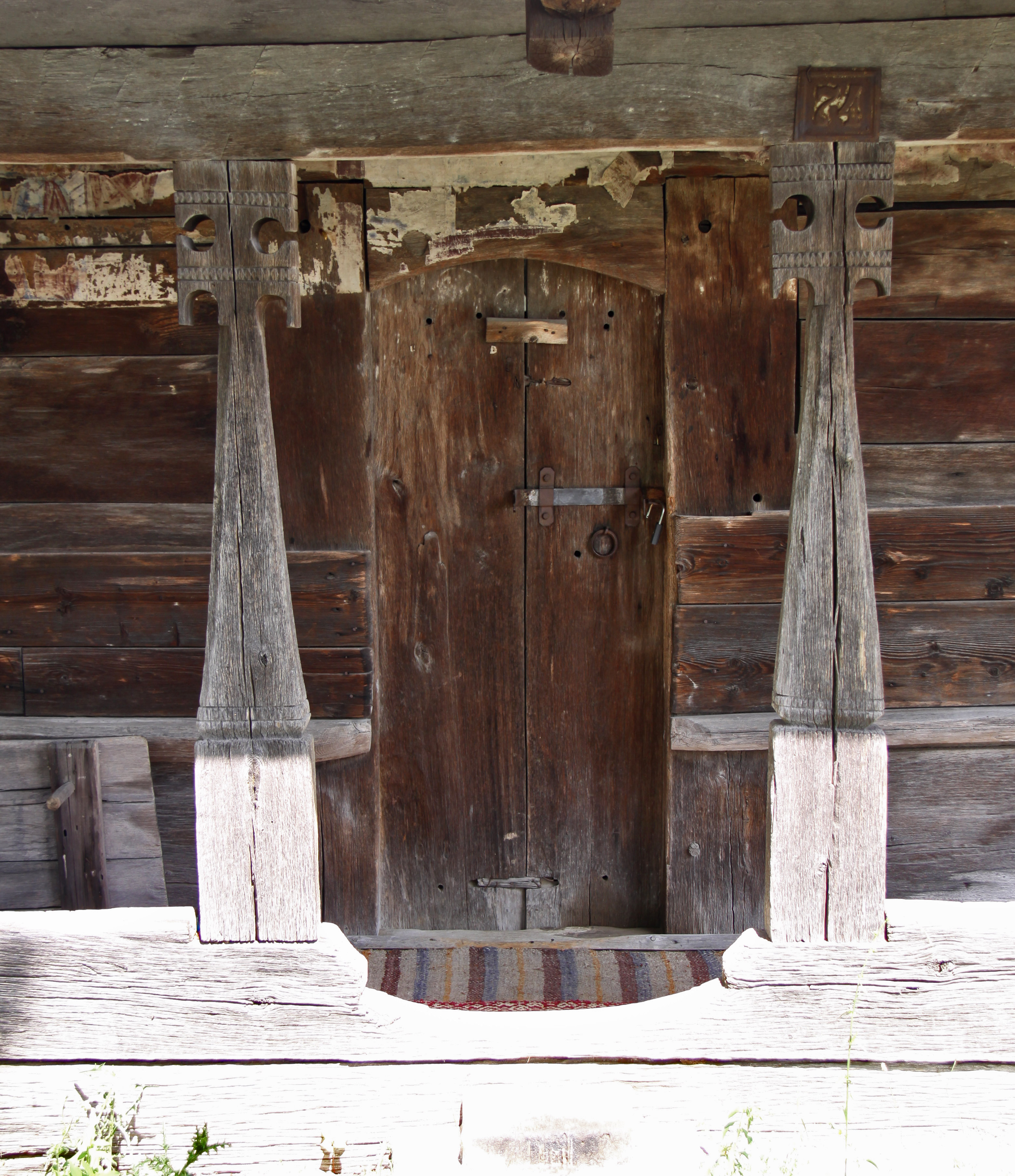
Intrarea printre stâlpii pridvorului, foto: 2009.

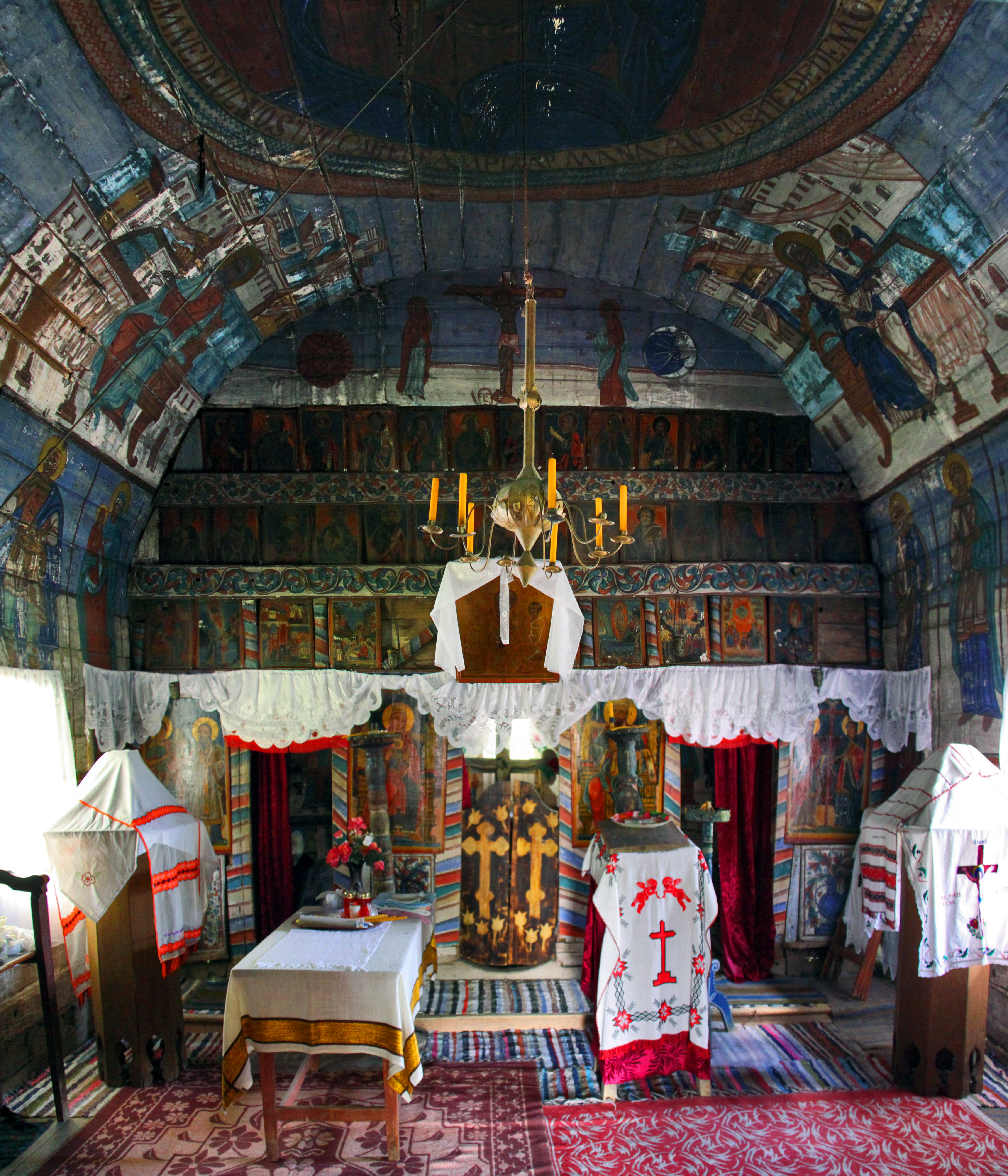
Naosul bisericii de lemn din Curteana, Gorj, foto: 2009.

Biserica de lemn din Curteana se află în localitatea omonimă, aflată în zona suburbană a orașului Târgu Cărbunești din județul Gorj. Aceasta este una dintre bisericile de lemn din Oltenia bine conservate, atât în interior cât și în exterior. Se distinge prin nișele în consolă de la altar, prin picturi interioare, prin pisanie și pomelnic cu numele ctitorilor, inscripții, și prin sculpturi decorative exterioare. Poartă hramul „Sf. Împărați” și datează din anul 1812, sau chiar mai devreme. Biserica are valoare de patrimoniu cultural și istoric fiind înscrisă pe noua listă a monumentelor istorice, LMI 2004:  GJ-II-m-B-09399.

## Istoric
Vechimea bisericii este disputată. Cercetătoarea Ioana Cristache-Panait propune o datare din secolul 18, bazată pe trăsăturile bine păstrate la altar, la ferestrele originale și reliefată de sculptura bogată a pridvorului și de peretele plin dintre tindă și naos. Nu este însă exclus ca toate aceste trăsături, considerate arhaice, să fi supraviețuit în această zonă de puternică civilizație a lemnului până în prima parte a secolului 19.
Pisania pictată peste intrarea în biserică ne indică ridicarea bisericii în anul 1812 și o renovare în 1868 după cum urmează: „La ano 1812 sau făcut această biserică iar la anu 1868 sau ânpodobit cu dzugrăveală de titori ânsă[m]nați la proscomendie prin stăruința dl. Costandin ...tru cop... cruce[r]... pro[ta] Costandin ...”. Numele ctitorilor picturii interioare de la 1868 se regăsesc detaliat în pomelnicul de la proscomidie, în altar. Aici se disting ctitorii mari, cei mici, ctitorii străini, precum și pomelnicul zugravului Rafail și al preotului Constantin. Anul 1863 se găsește zgâriat ușor pe ușa bisericii, împreună cu o reprezentare a Mariei cu pruncul.
O scurtă însemnare pe peretele de sud reține o reparație mai semnificativă, probabil la acoperiș: „1878 7387 de când sau prenoit sfânta biserică cu ... Costandin”.

## Trăsături
Biserica de lemn și-a păstrat nealterată înfățișarea cu lemnul aparent la exterior, într-o zonă în care multe asemenea biserici au fost cercuite și tencuite, apoi pictate, în intenția de a le aduce mai aproape de statutul celor de zid. 

## Imagini exterioare

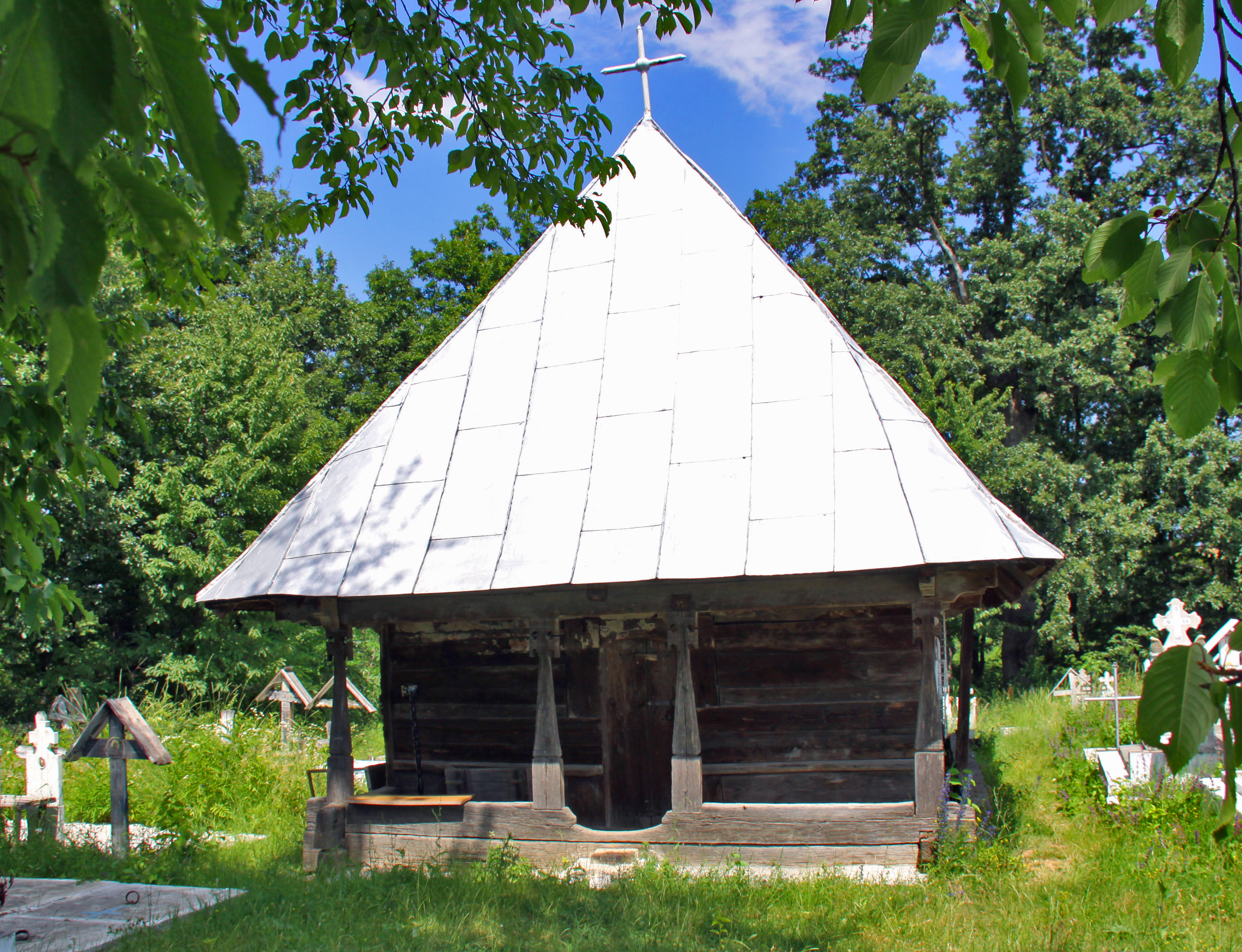
apus
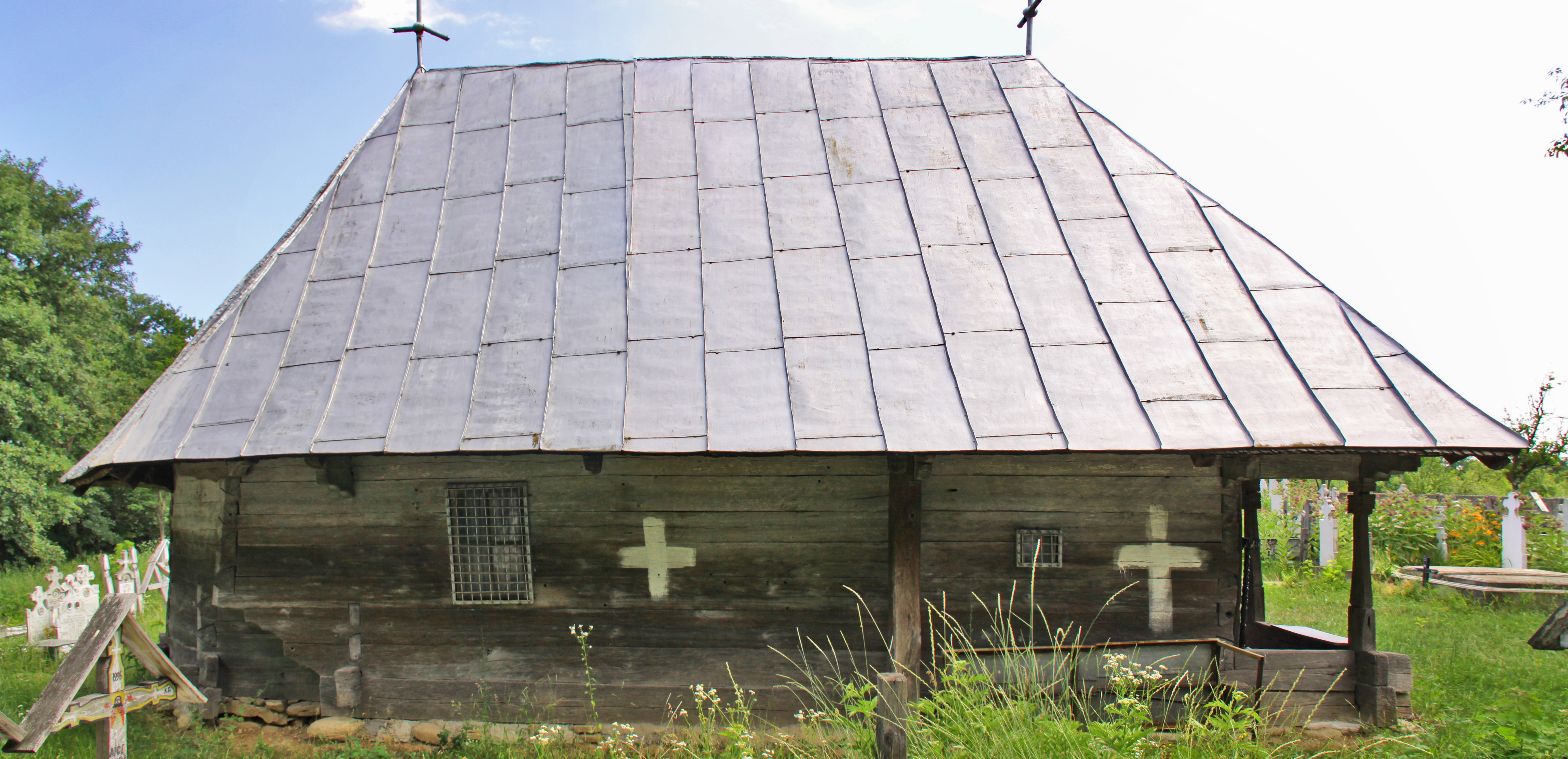
nord
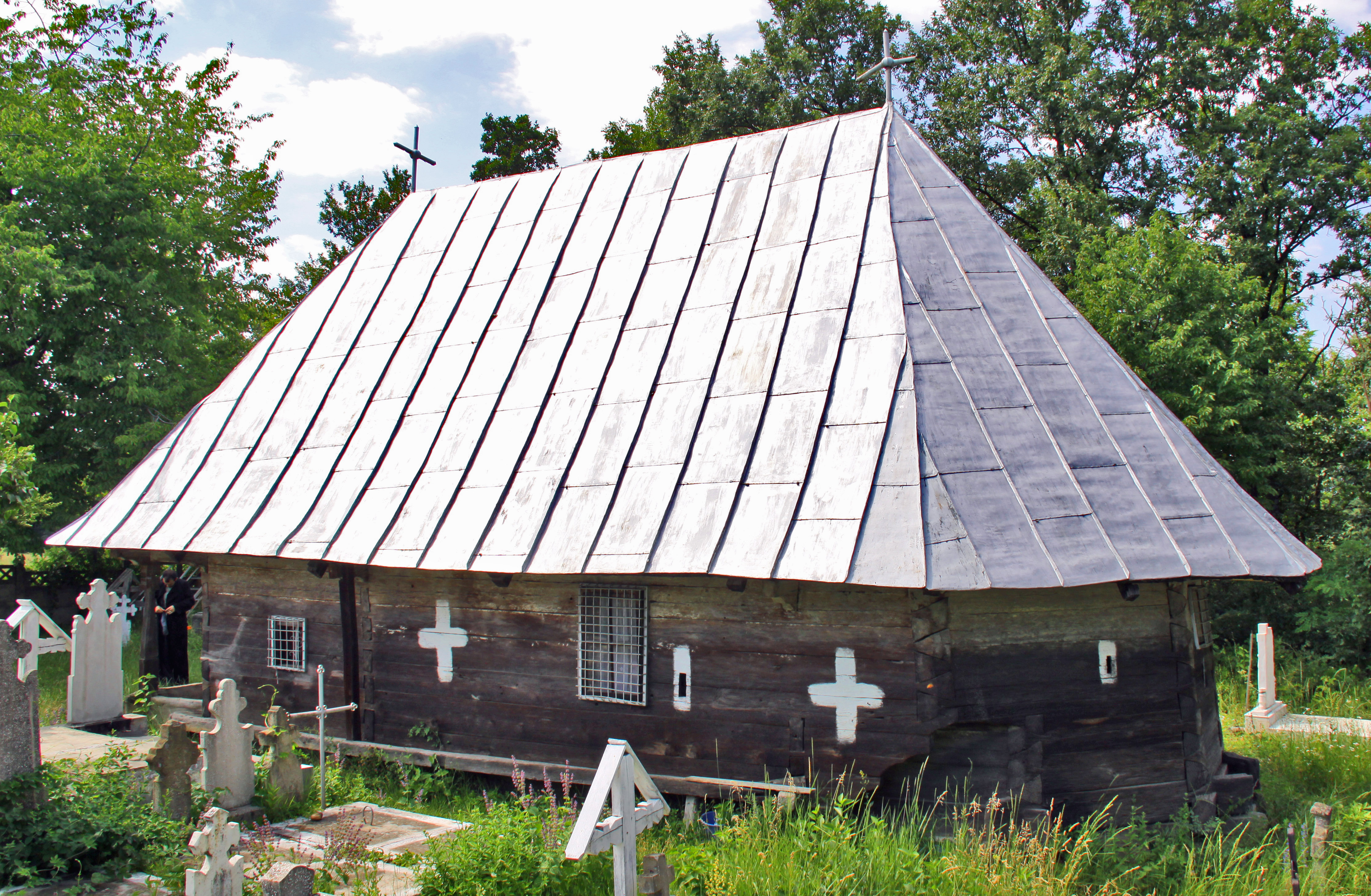
sud-est
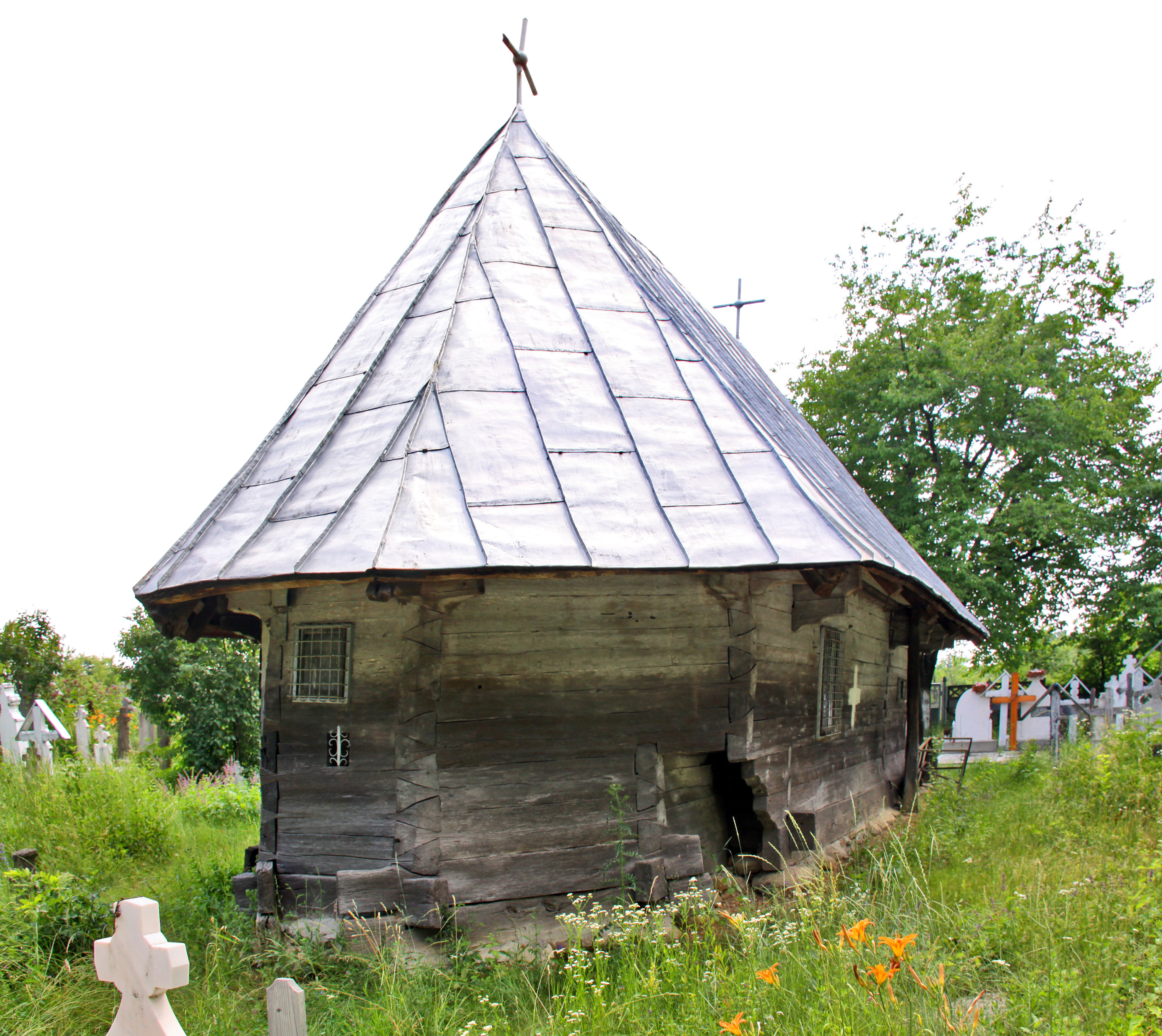
nord-est
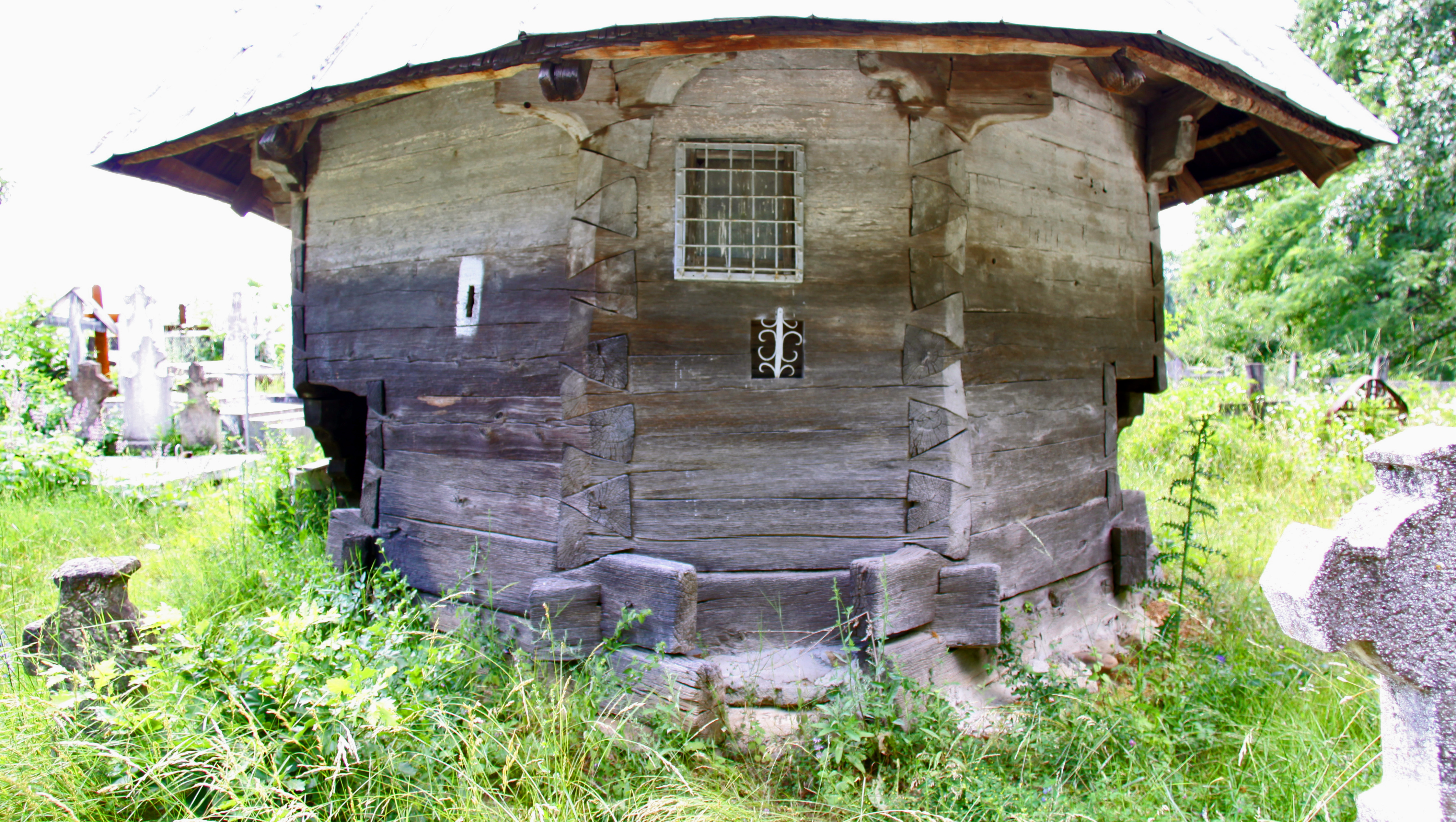
dosul altarului
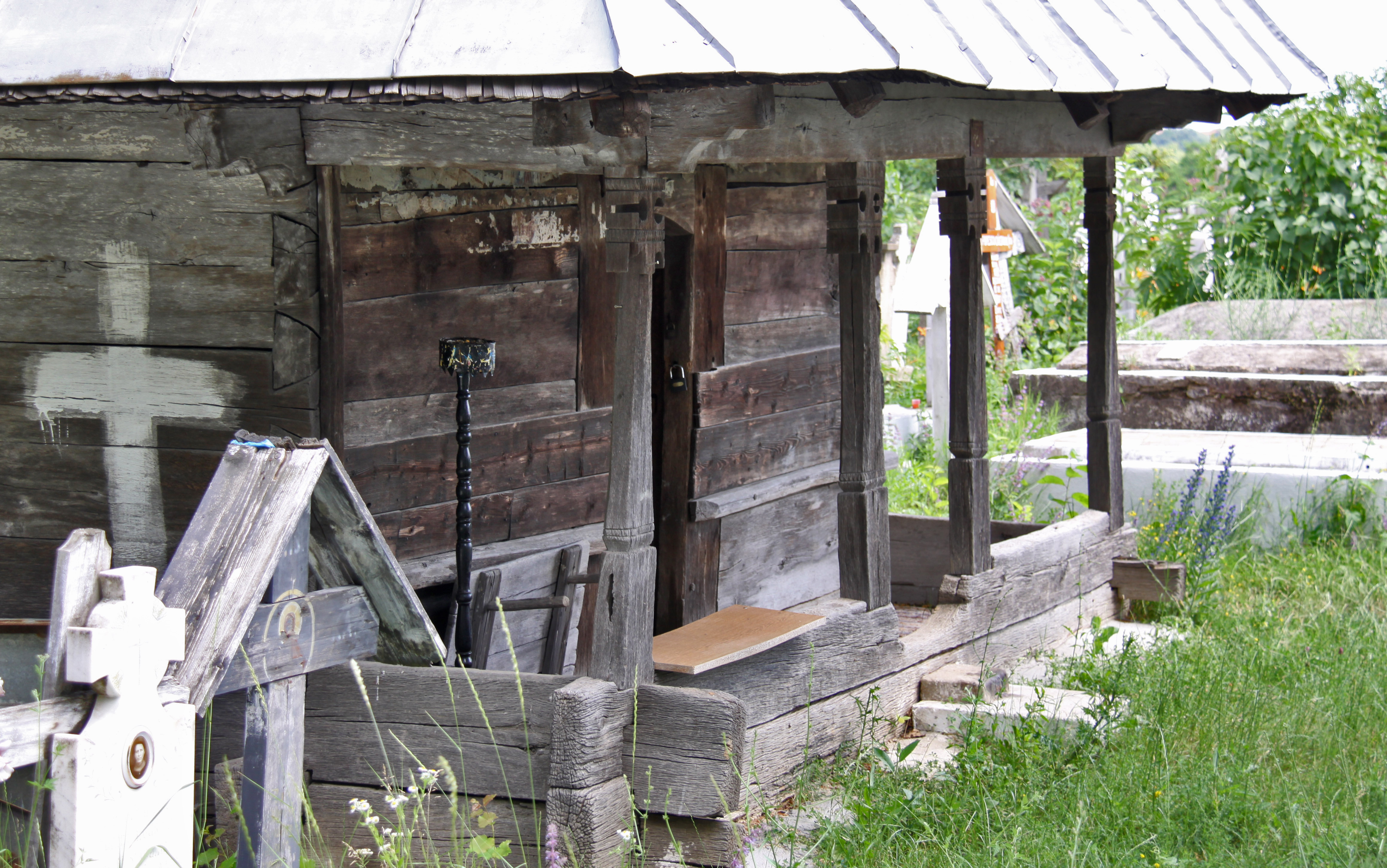
pridvor
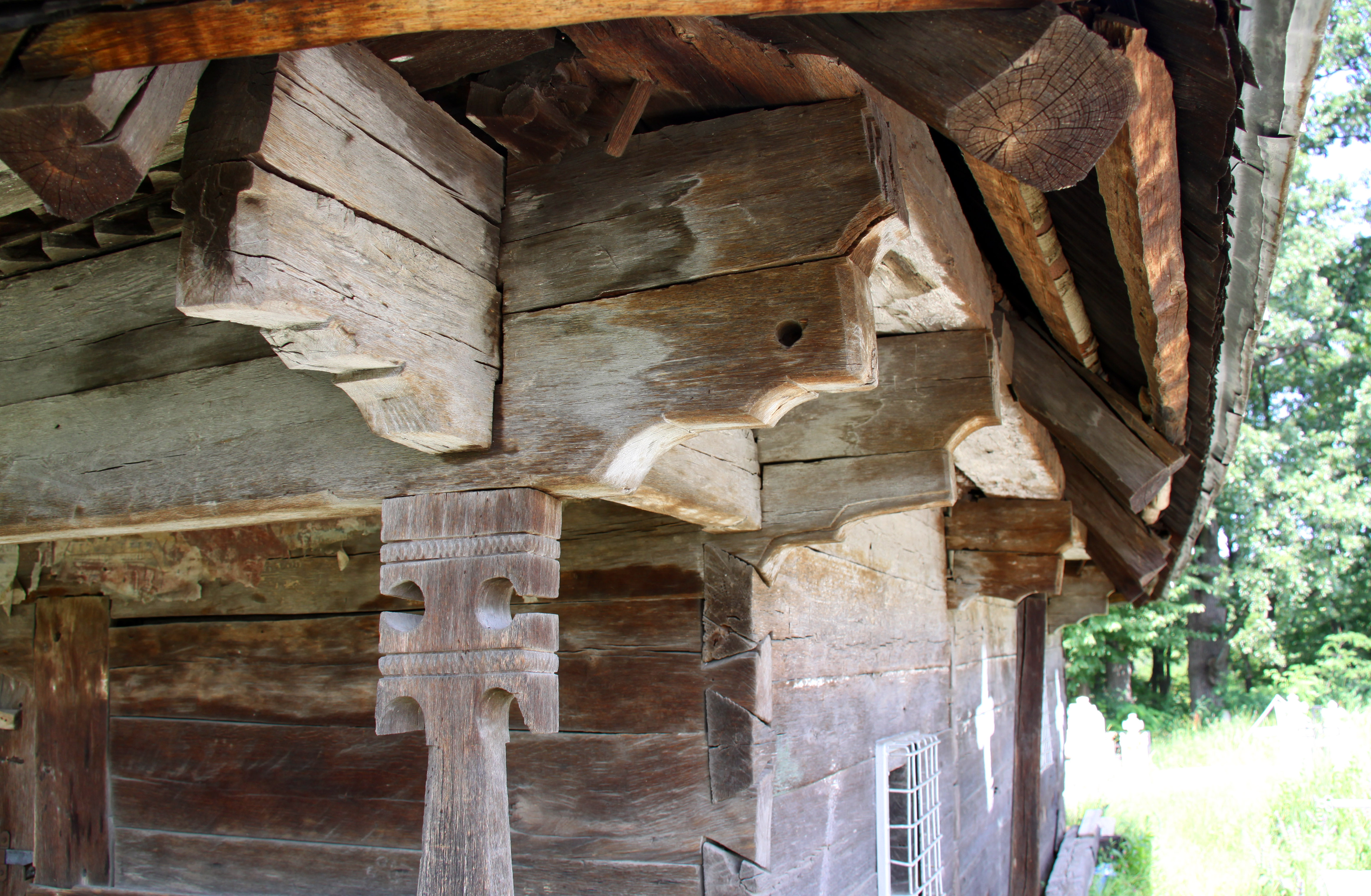
streașină sud
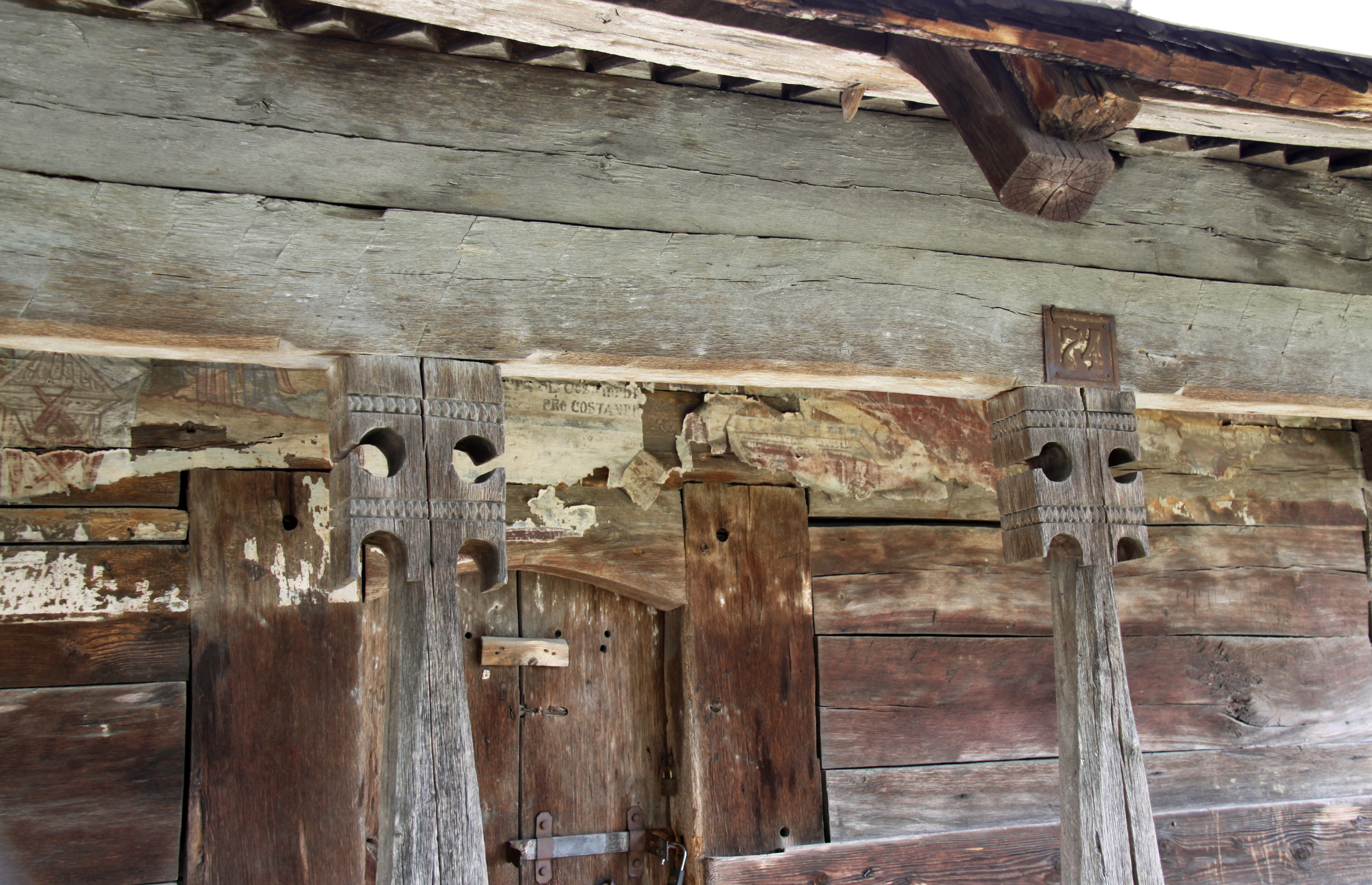
capete de stâlpi
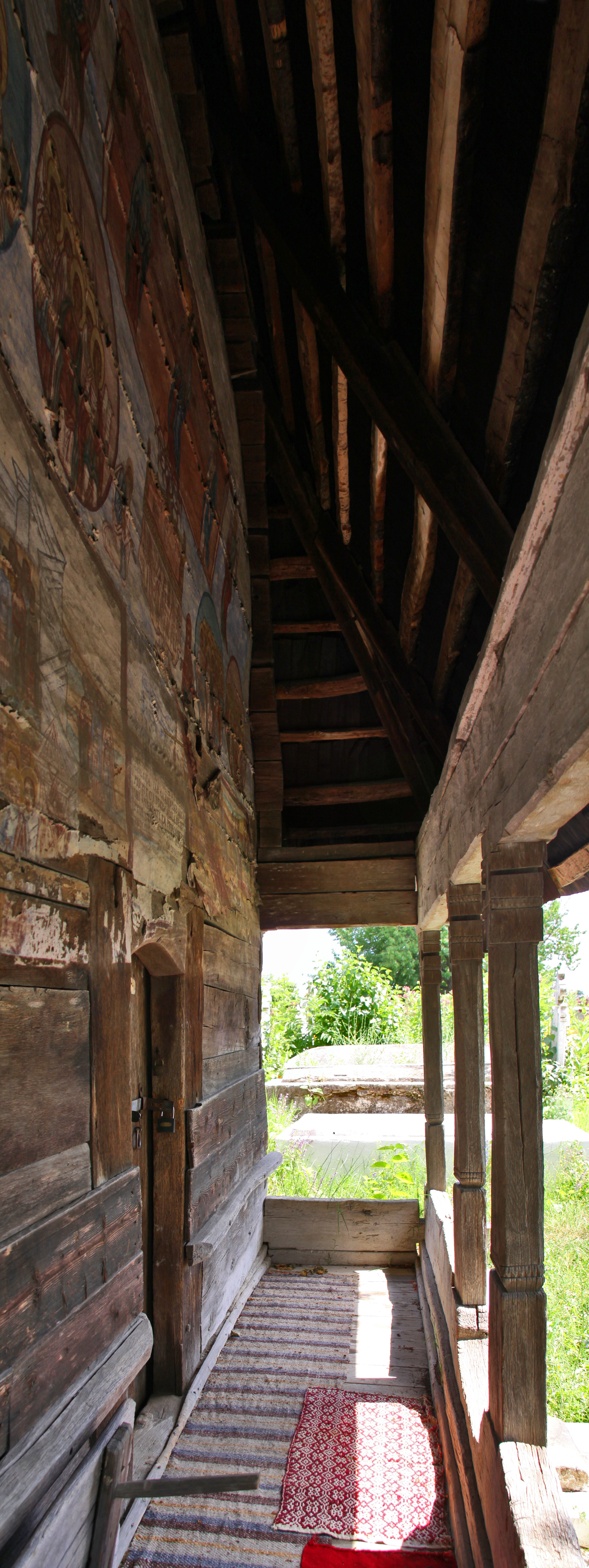
în pridvor
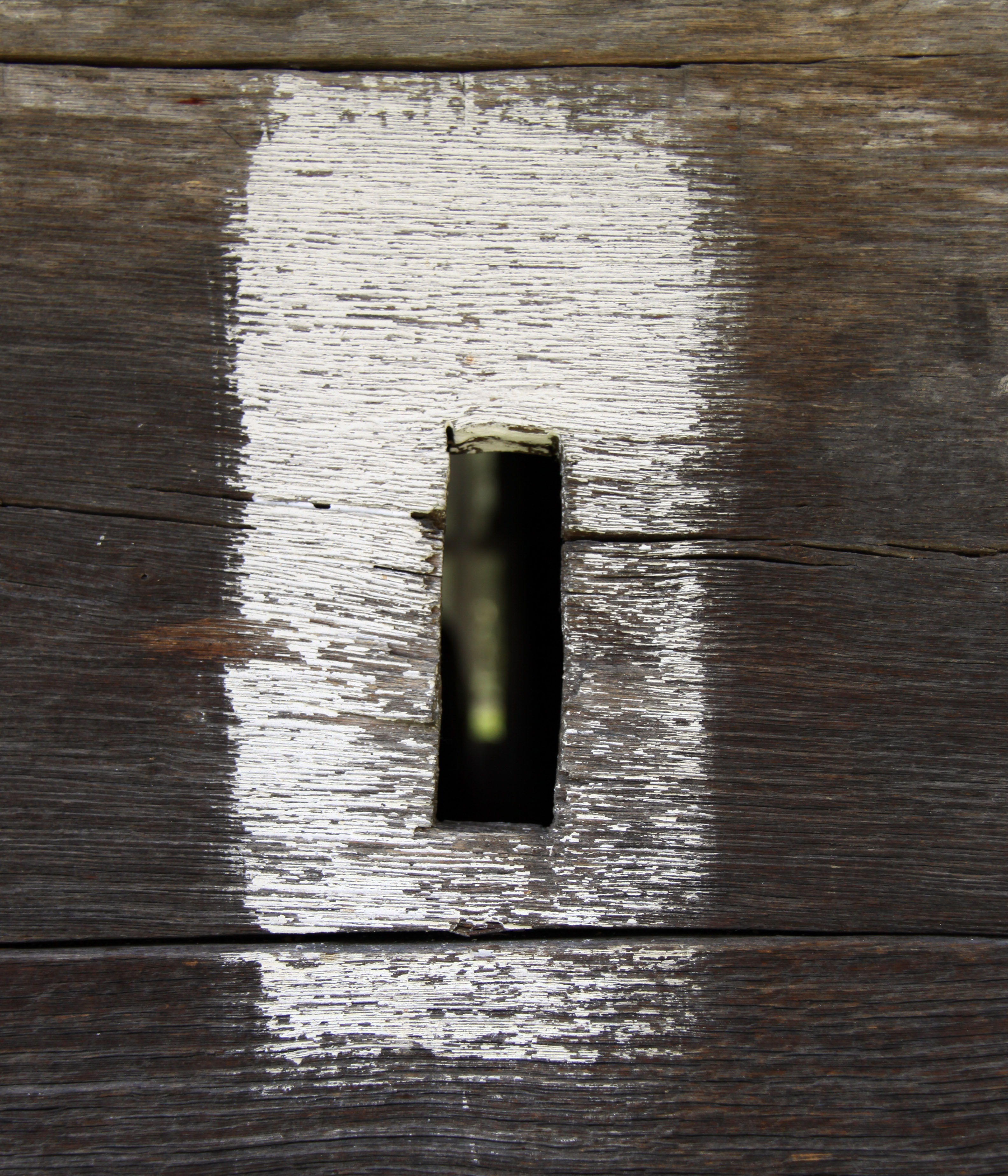
fereastă veche
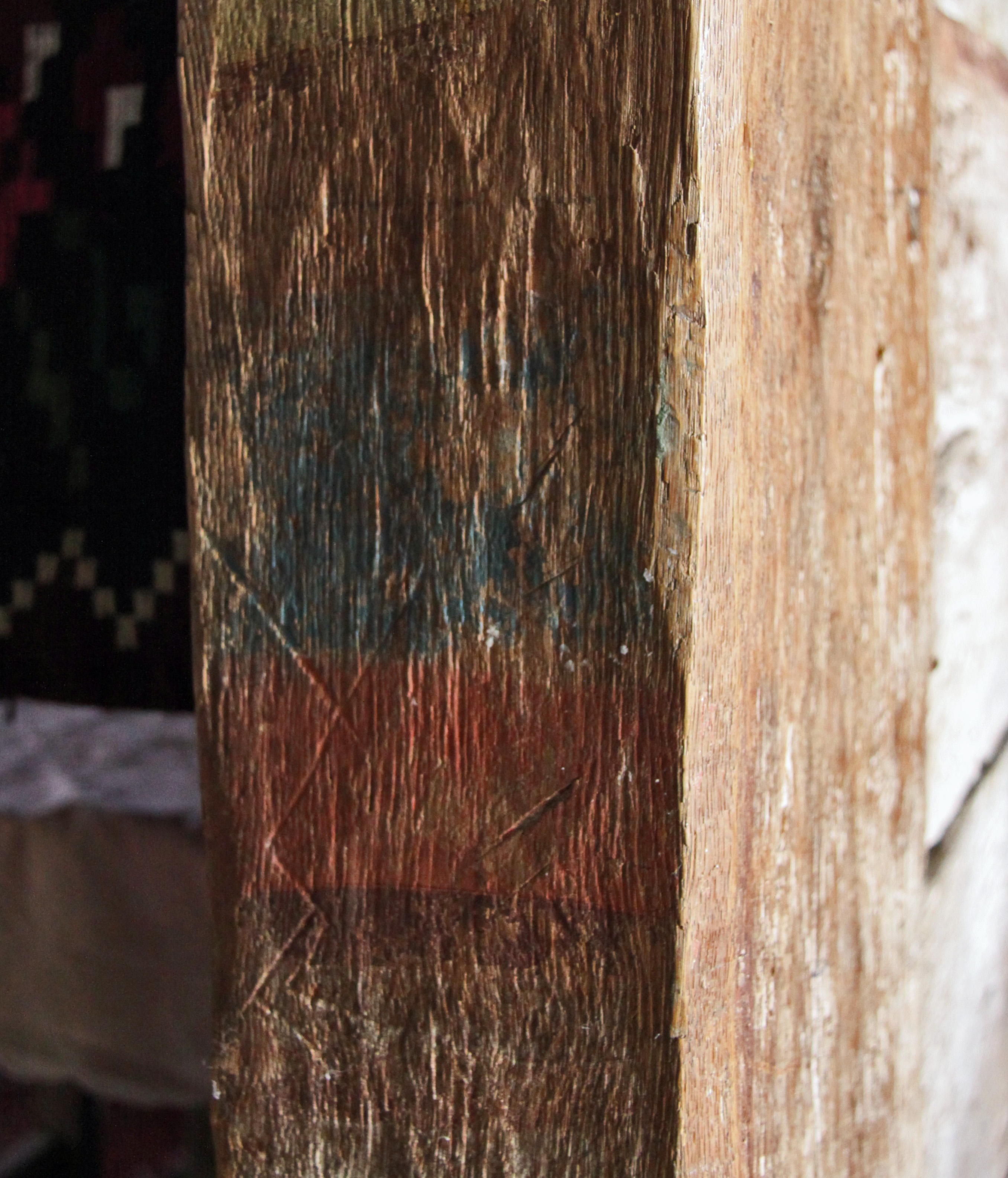
semn pe tocul ușii
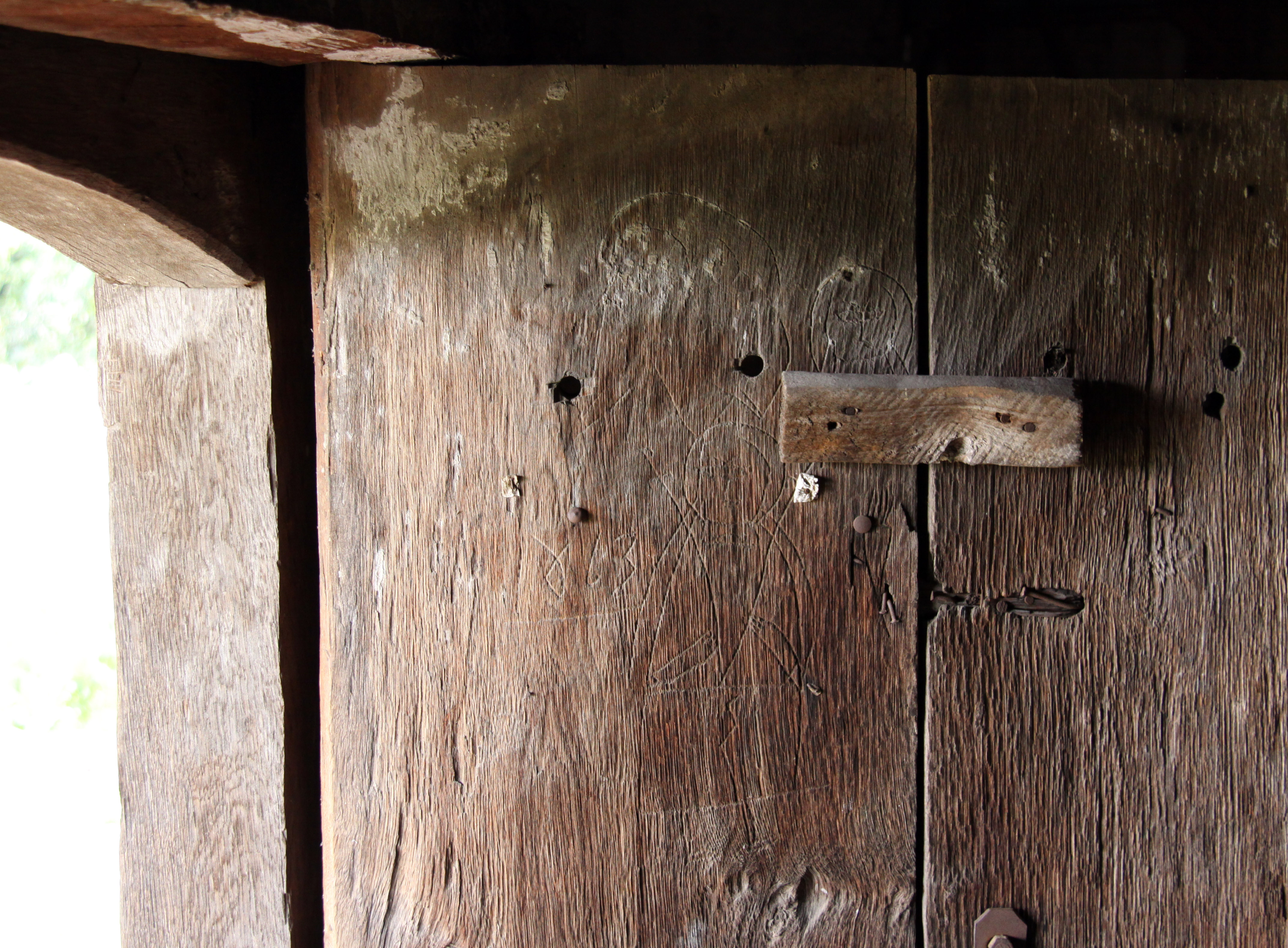
1863
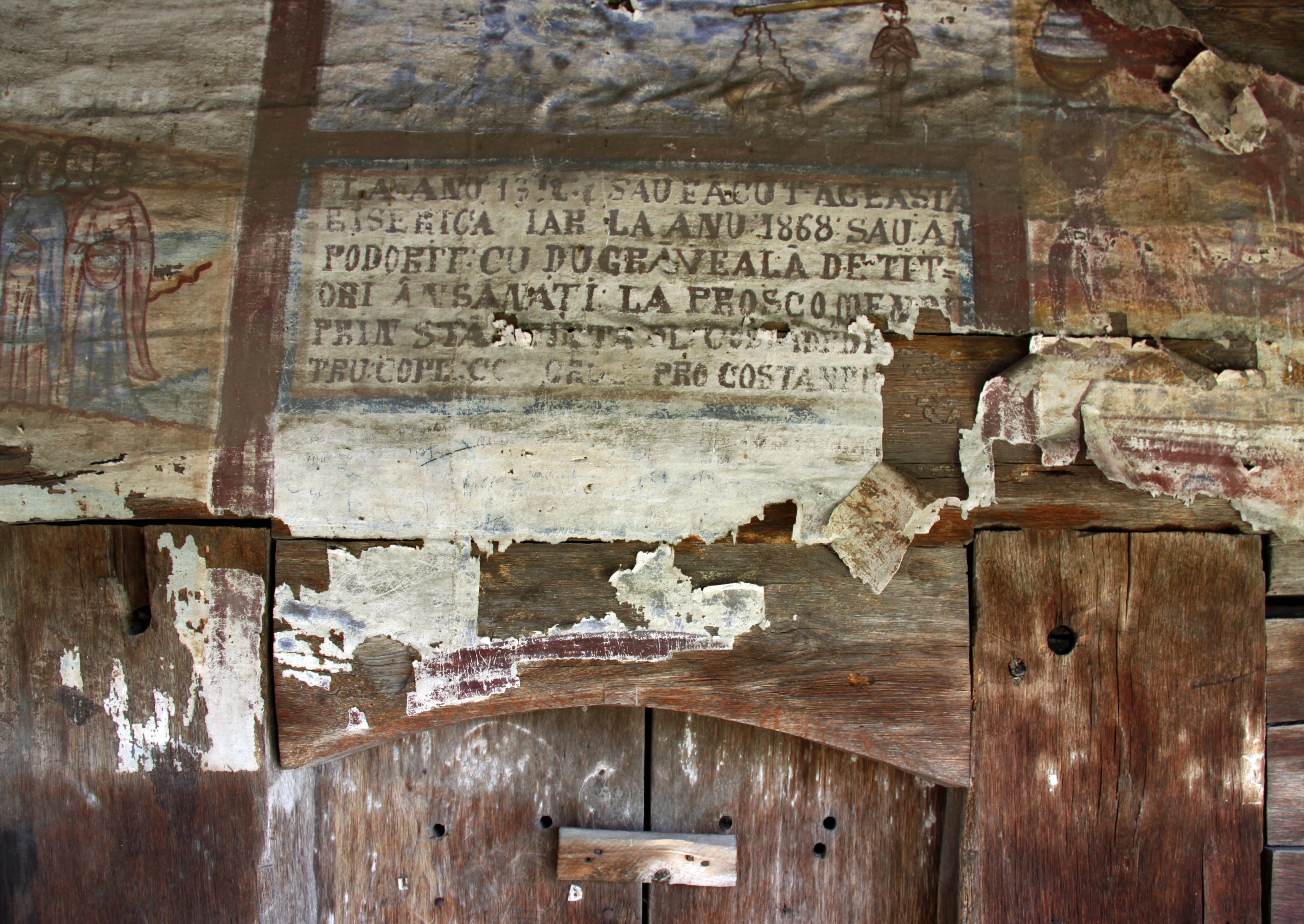
pisania

## Imagini din interior

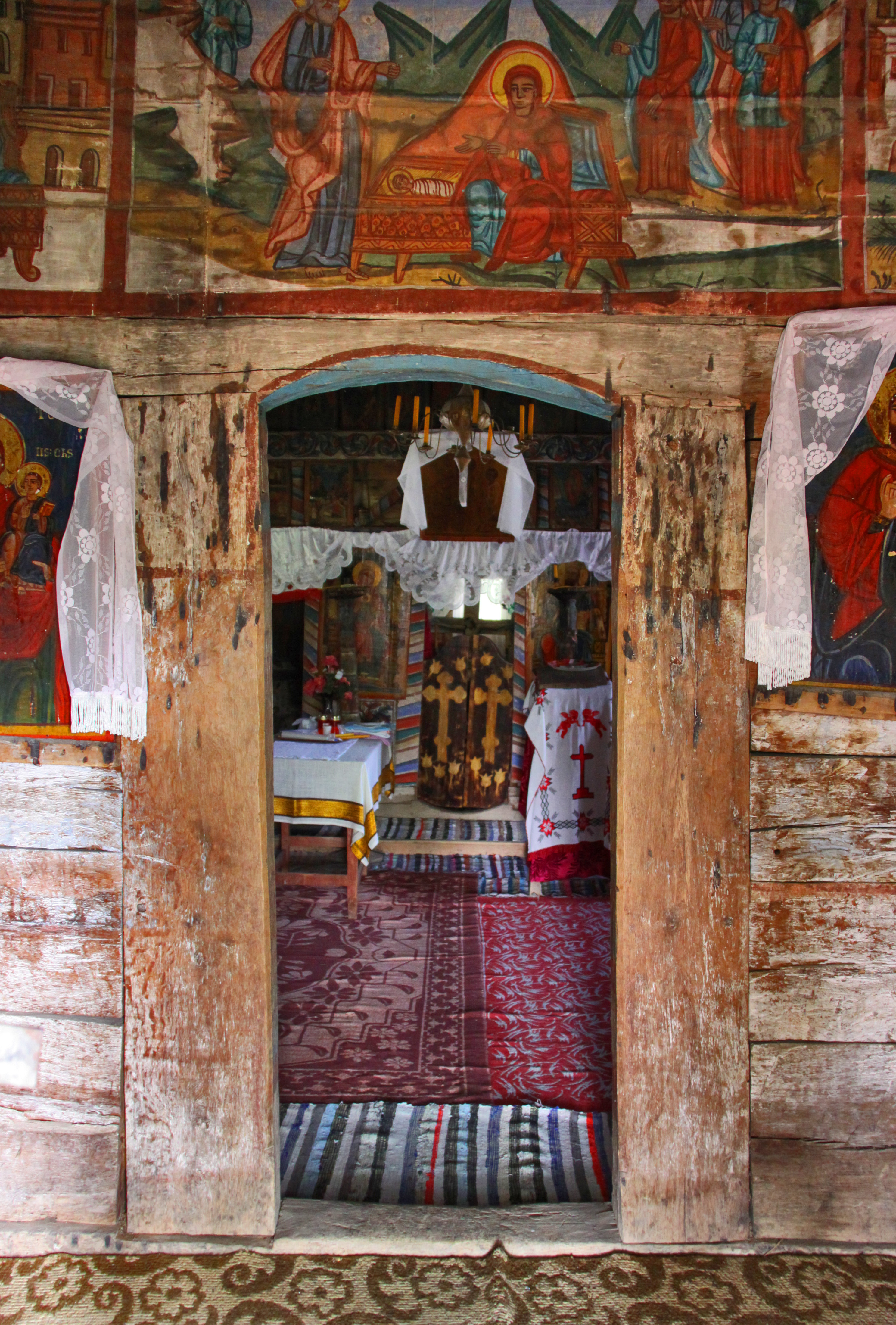
portal naos
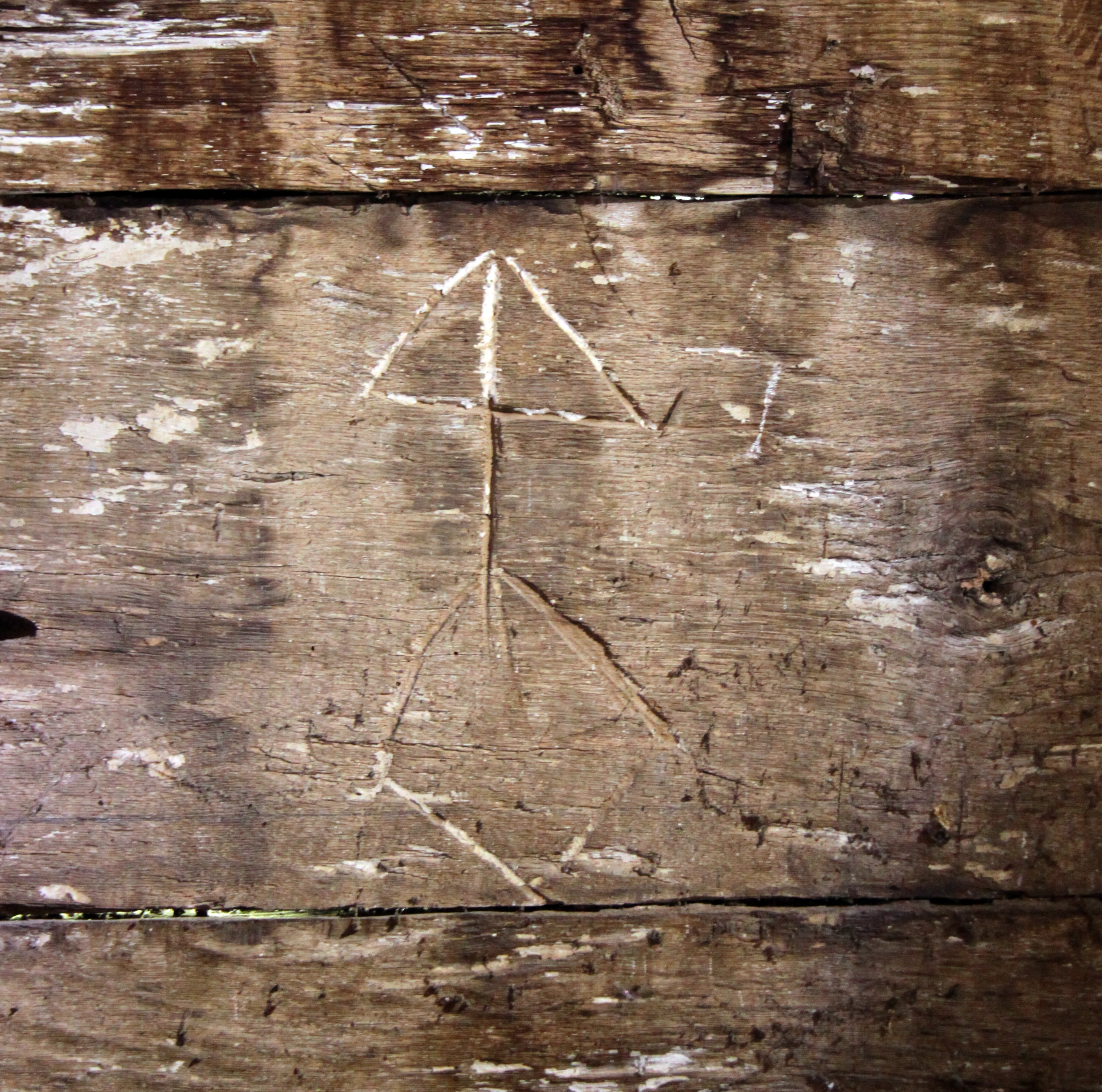
semn pe perete
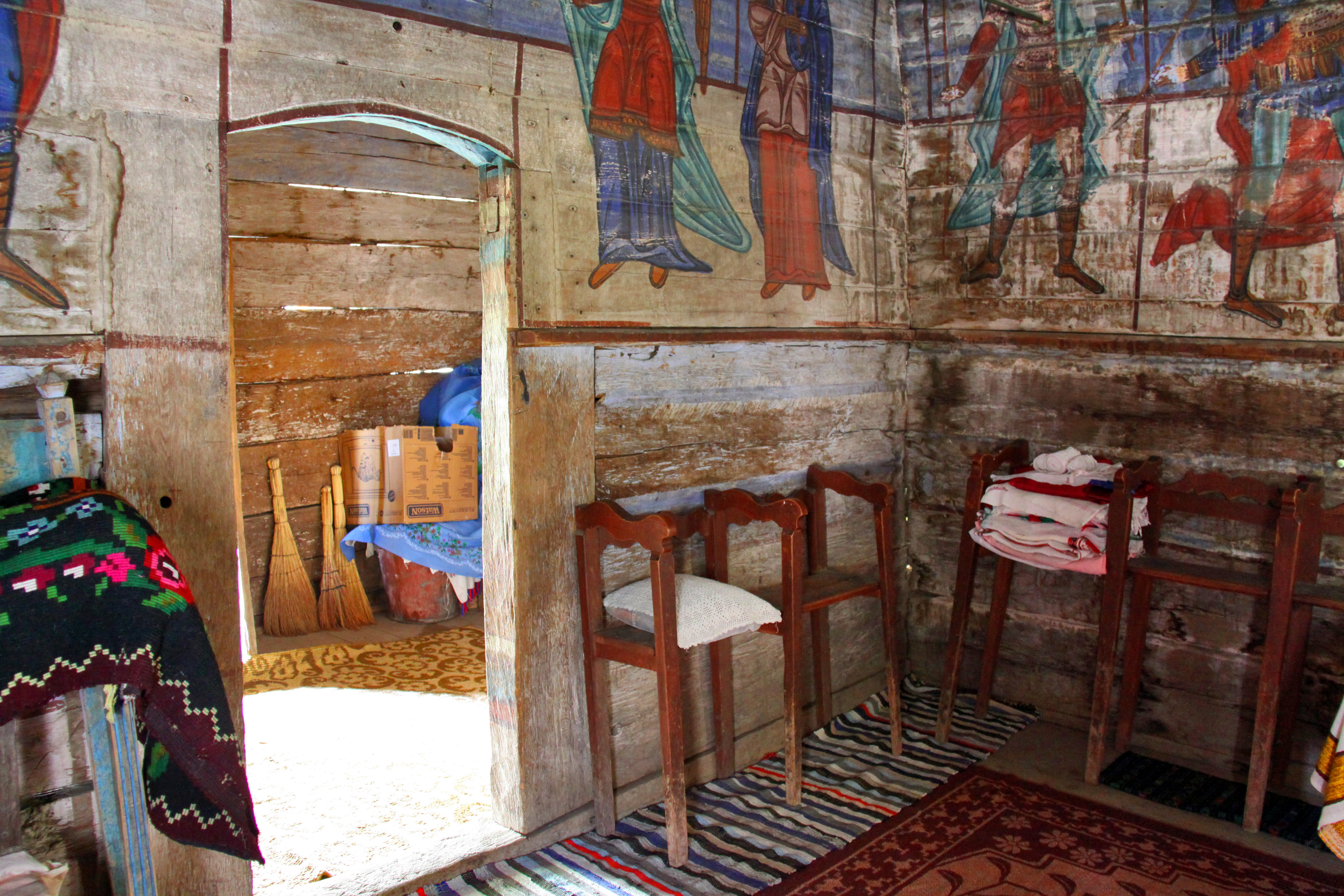
intrare în naos
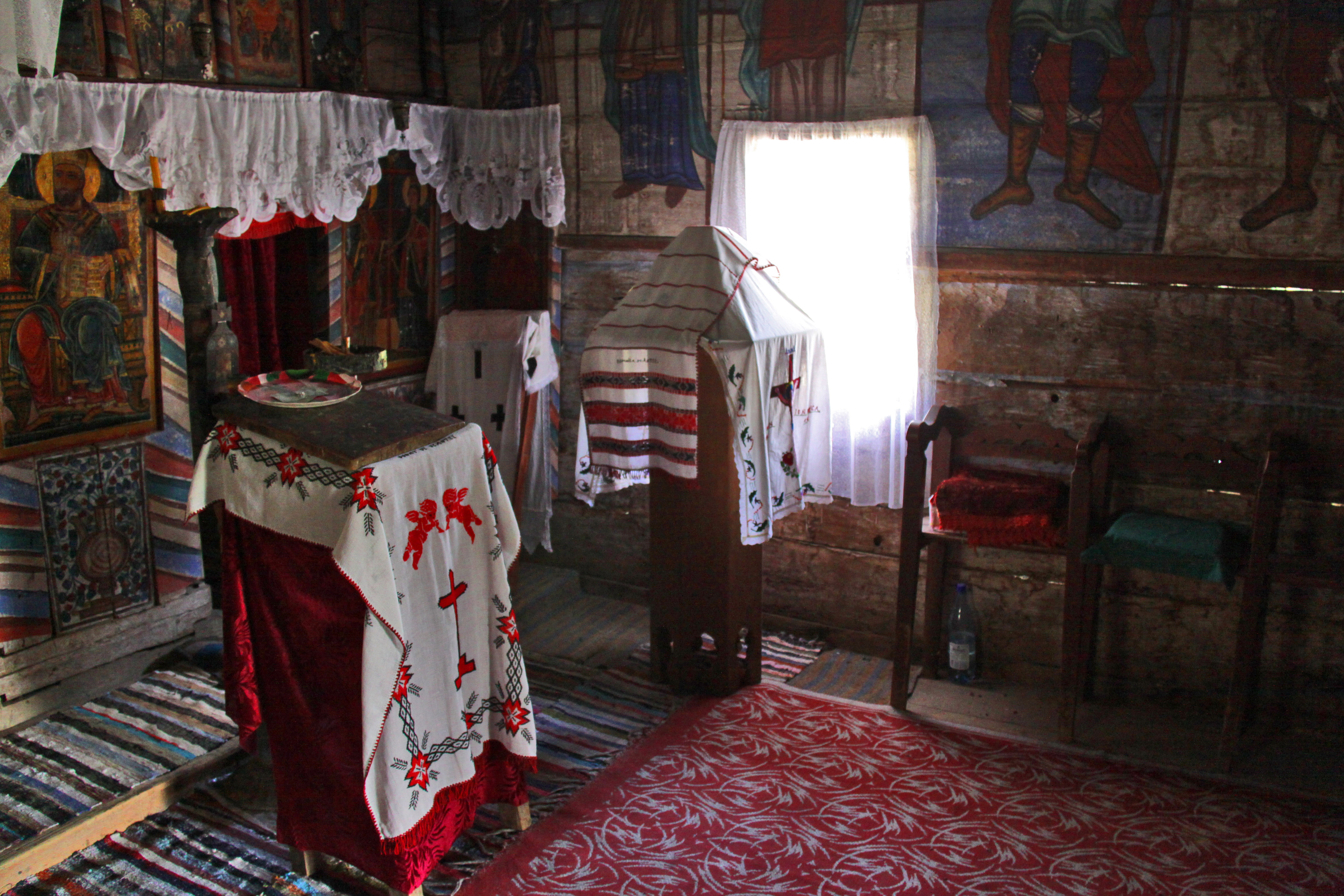
strană
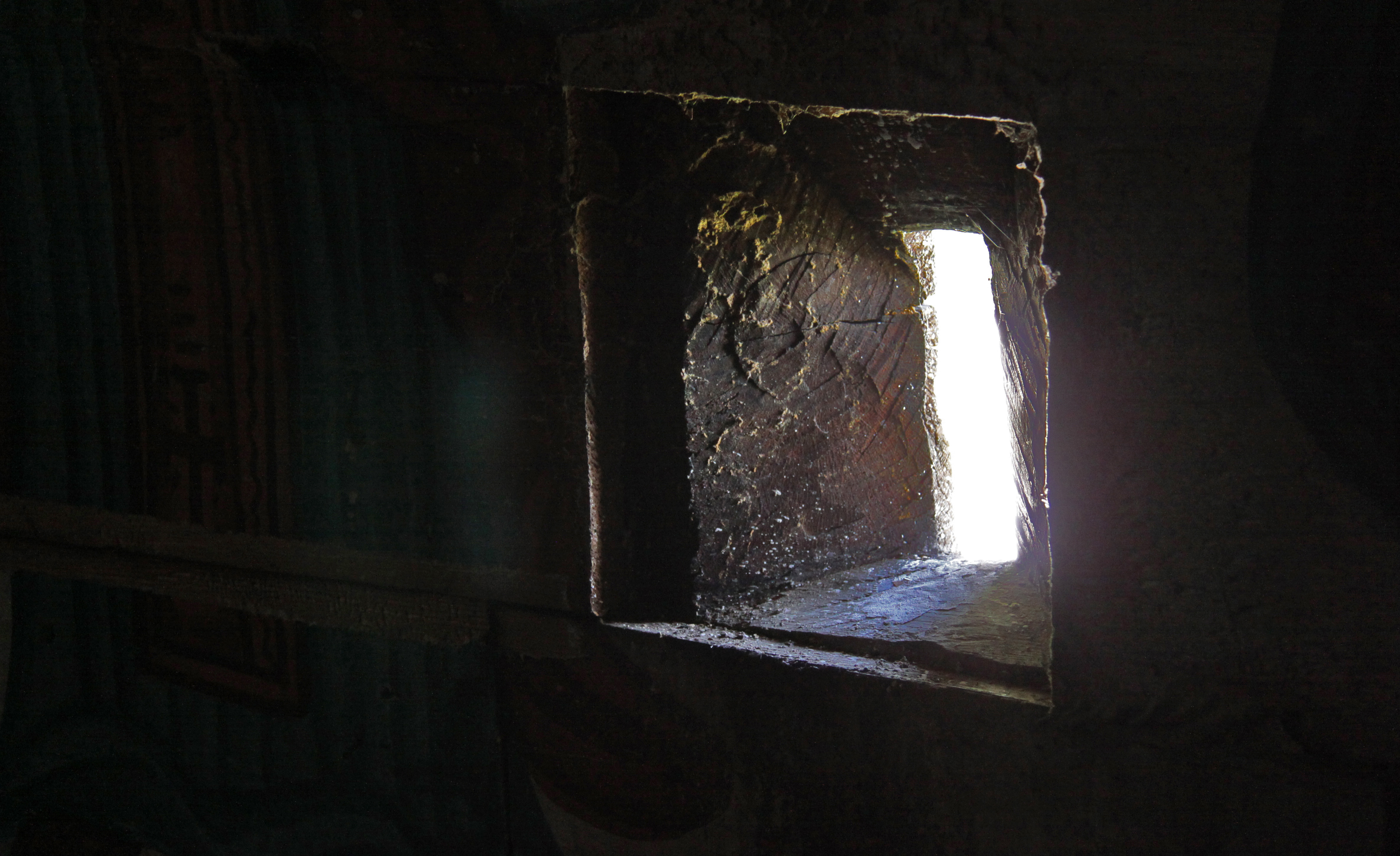
fereastră originală
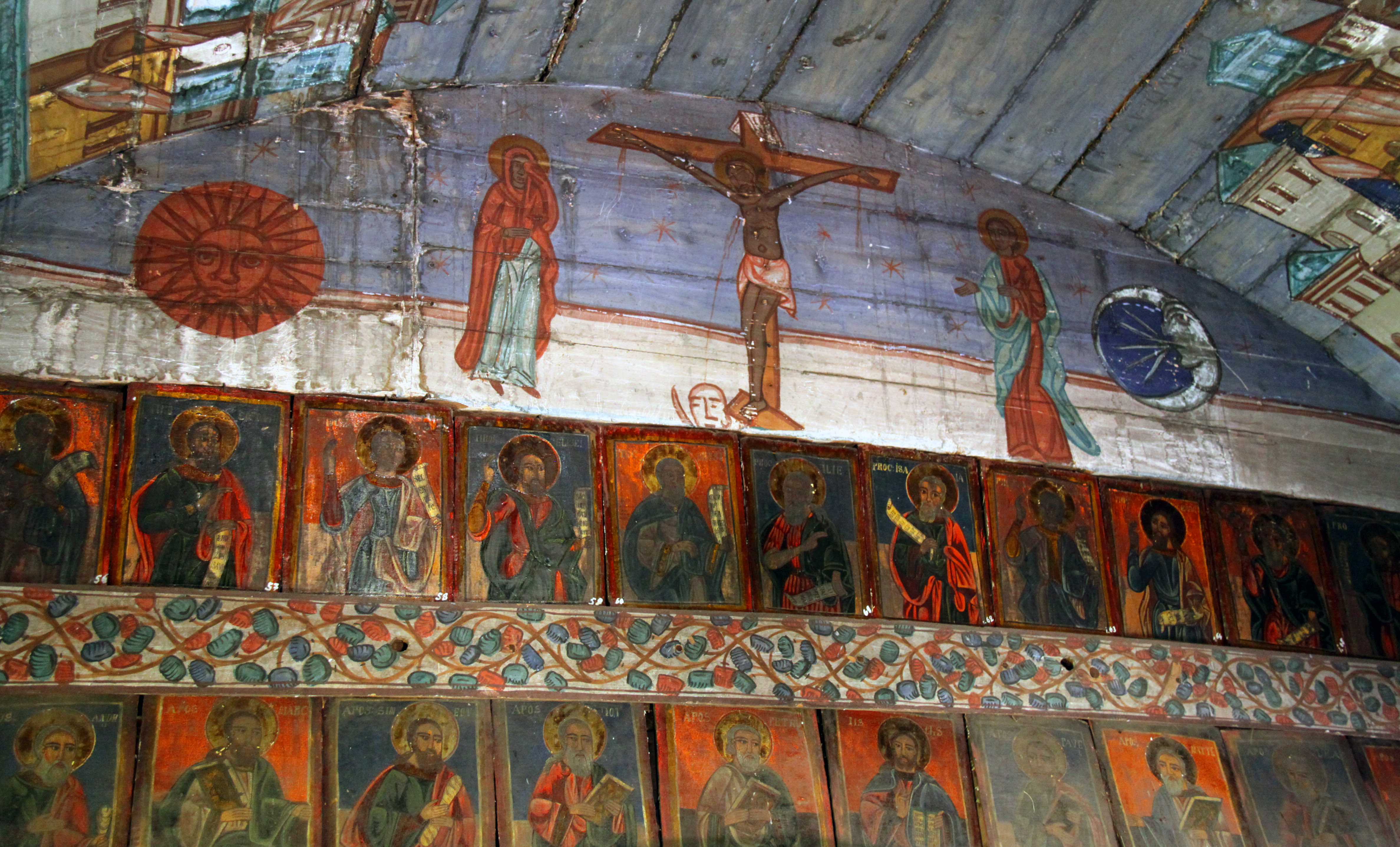
iconostas, registre superioare
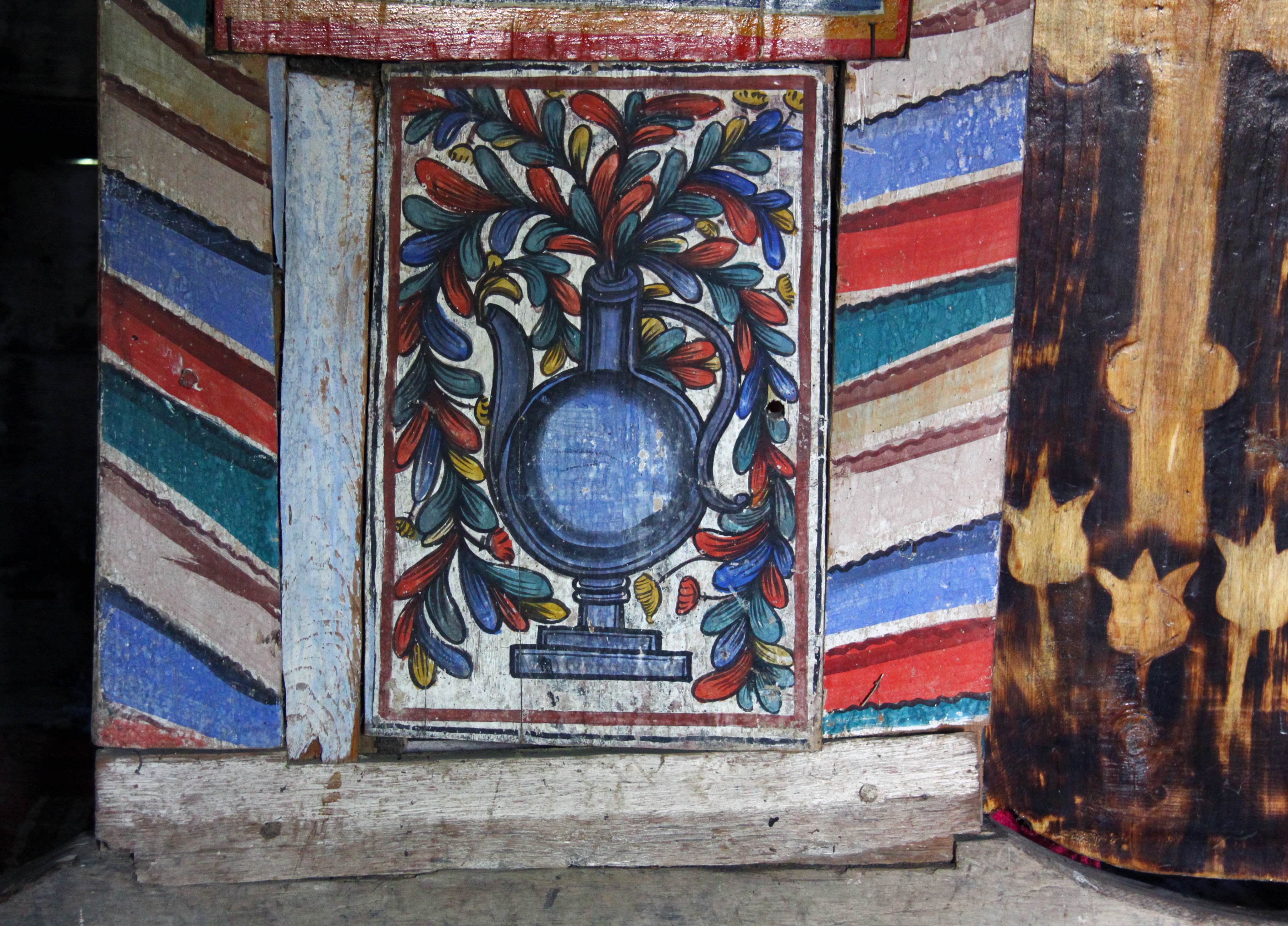
poală de icoană împărătească
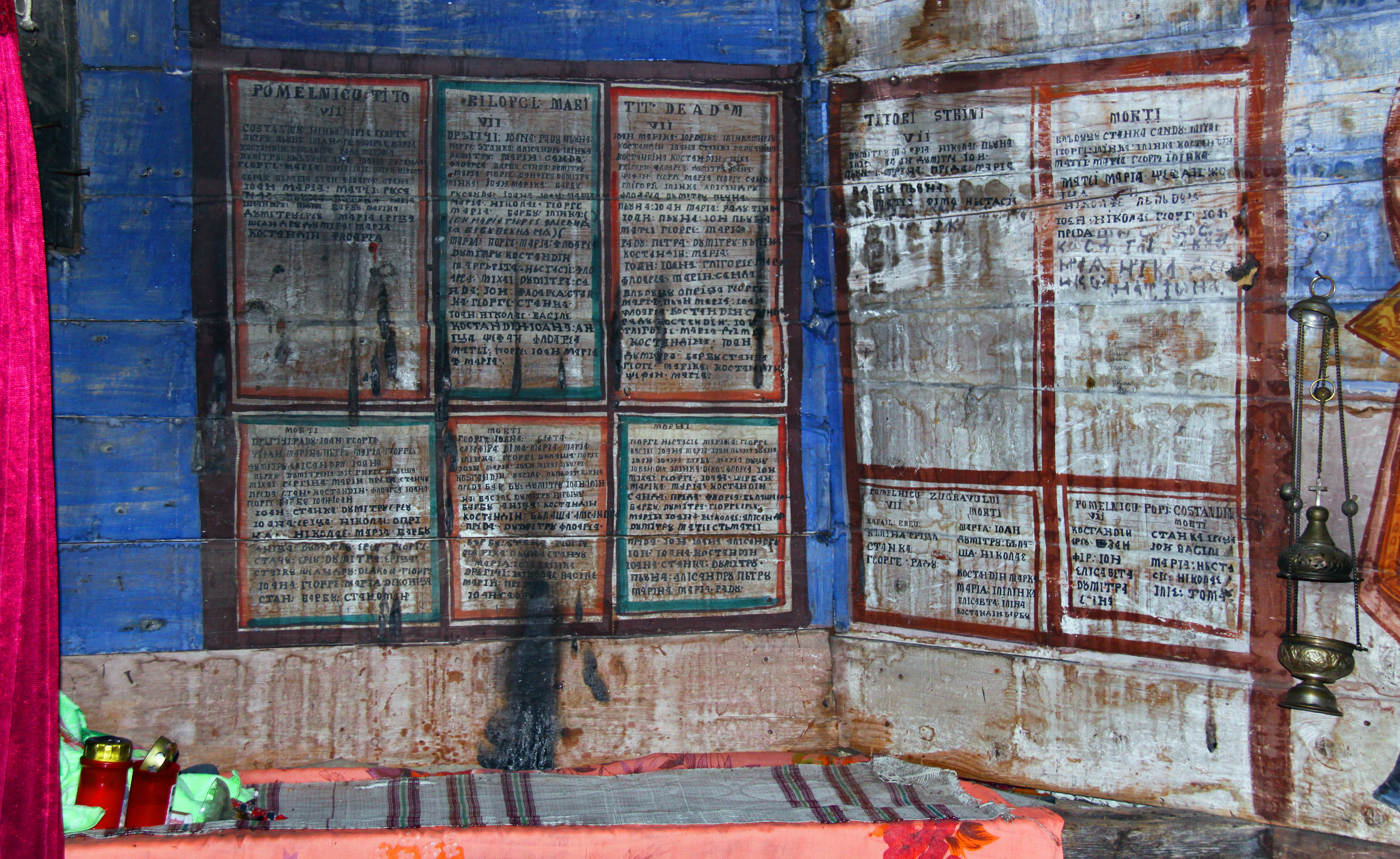
pomelnice la proscomidie